# Maison Guillaume André
La maison Guillaume André est une habitation ancienne située sur la commune du Croisic, dans le département français de la Loire-Atlantique. Elle est inscrite au titre des monuments historiques en 1966.

## Présentation
Grand logis en pierres et pans de bois construit vers 1558 au cœur de la cité, cette demeure est de nos jours isolée depuis la création de la place Saint-Yves en 1908. Elle constitue un des plus beaux spécimens de l'architecture du XVIe siècle du Croisic.

### Historique
La maison a vraisemblablement été édifiée par Guillaume André, sieur de Kerlesté, issu d'une famille puissante localement, qui compta plusieurs maires du Croisic dans ses rangs. Elle a fait à ce titre l'objet de plusieurs suppositions : logis du trésorier de la paroisse, ou du capitaine de la cité. Ces hypothèses résulteraient plutôt d'un amalgame entre la famille André et les fonctions qu'elle occupait dans la cité. Durant les siècles suivants, plusieurs propriétaires se sont succédé.
En 1871, la maison est achetée par Charles Jacque, artiste-peintre parisien qui s'installe au Croisic et restaure la demeure. Il y reçoit un certain nombre d'artistes connus.

### Architecture
La façade nord à pans de bois est encadrée par deux pignons appareillés avec un soin apporté au pignon ouest, le seul apparent sur la rue à l'époque. Les pignons suivent le mouvement de l'encorbellement. Le rez-de-chaussée avec sa boutique en arcade est le résultat d'une rénovation récente à partir des pierres encore en place.
L'ossature du pan de bois est complexe : au premier étage, des brins de fougère et au second, uniquement des croix de saint André. Les fenêtres des étages ont été élargies au XVIIIe siècle. Le bois conserve sur certaines pièces la numérotation en chiffres romains qui facilitait l'assemblage de la structure. Sur la façade sud, le pan de bois a disparu lors de la restauration au XIXe siècle, sans doute en raison de sa trop grande vétusté.